# 旅人 (ケツメイシの曲)
『旅人』（たびうど）は、ケツメイシのメジャー12枚目・通算15枚目のシングル。2006年4月26日にトイズファクトリーよりリリースされた。

## 概要
『たびうど』という読み方は、言葉のもつ語呂の良さ、歌詞の世界をイメージしてつけられた（博打で生計を立てながら旅をする渡世人という意味）。
2005年度オリコン年間売上ランキング2位を記録した『さくら』から1年2ヶ月ぶりに発売された。
ミュージック・ビデオに岡田義徳・池乃めだかが出演（メンバーもチョイ役（曲終了後の空港でのファン役）で出演）。ストーリー仕立てとなっている。

## チャート成績
オリコン5月8日付ウィークリーチャートで初登場1位を獲得。5月15日付でも1位を獲得、自身初の2週連続1位。5月度オリコン月間ランキングで2位を獲得。ちなみにCDTVではSMAPの初動が4月分に廻され、月間1位を獲得。

## 収録曲
全作詞・作曲：ケツメイシ　basic track and sound produce：NAOKI-T（1.2.3）　
1. 旅人
2. いま会いに行く
3. 若気のいたり
4. さくら -sugiurumn remix-